# كارلوس مانويل دياز سافيدرا
كارلوس مانويل دياز سافيدرا (1 فبراير 1981 بلشبونة في البرتغال - ) هو لاعب كرة قدم برتغالي في مركز الوسط. لعب مع إشتوريل برايا ونادي أيك لارنكا ونادي إيرميس أراديبو ونيا سلاميس فاماغوستا وديسبورتيفو تروفينسي ودوكسا كاتوكوبياس ‏ ونادي بايرنسيه وOdivelas F.C. ‏ وA.O. Glyfada ‏.

## وصلات خارجية
- كارلوس مانويل دياز سافيدرا على موقع Soccerway.com (الإنجليزية)